# فرد ويلسون
فرد ويلسون (بالإنجليزية: Che Wilson)‏ (17 يناير 1979 بإيلي في المملكة المتحدة - ) هو لاعب كرة قدم بريطاني في مركز الدفاع. لعب مع نادي بريستول روفيرز ونادي برينتفورد ونادي روذرهام يونايتد ونادي ساوثيند يونايتد ونورويتش سيتي ونادي كامبريدج ستي وRichmond Athletic FC ‏.

## وصلات خارجية
- فرد ويلسون على موقع قاعدة بيانات كرة القدم.إي يو (الإنجليزية)
- فرد ويلسون على موقع Soccerbase.com (لاعب) (الإنجليزية)